# Eugenia demeusei
Eugenia demeusei là một loài thực vật có hoa trong Họ Đào kim nương. Loài này được De Wild. mô tả khoa học đầu tiên năm 1908.